# 에그 컵

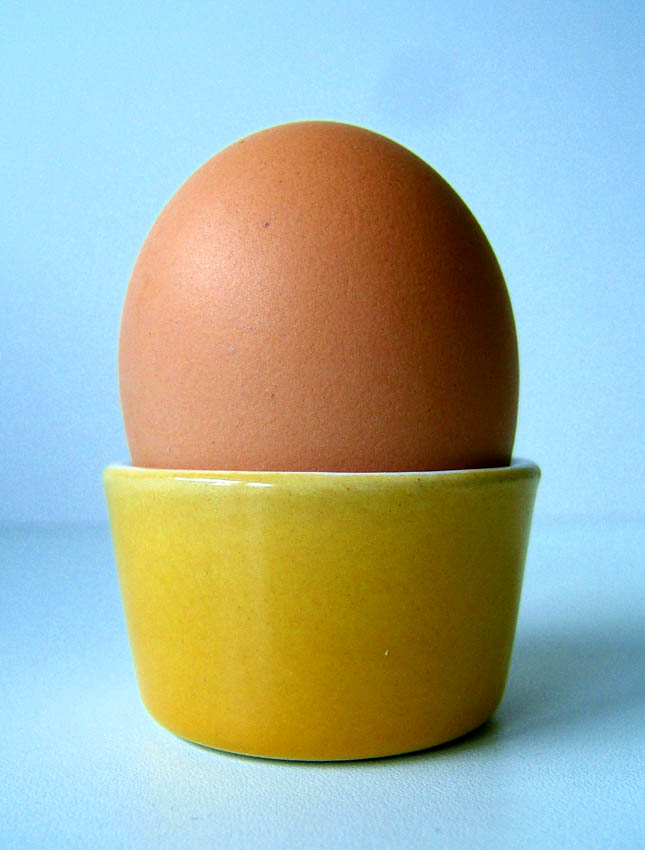
에그 컵

에그 컵(egg cup), 달걀 컵, 에그 서버(egg server)는 삶은 달걀을 껍질 안에 담아 담는 데 사용되는 식기류이다. 에그 컵에는 달걀을 담을 수 있는 위쪽으로 오목한 부분과 바닥이 평평한 베이스가 있다. 에그 컵은 베이클라이트, 유리, 플라스틱, 도자기, 다양한 금속, 목재 또는 세라믹과 목재와 같은 두 가지 재료의 조합을 포함한 다양한 재료로 만들 수 있다.

## 역사
폼페이 유적에서 초기의 은색 에그 컵이 발견되었다.

## 수집가 아이템
에그 컵은 수집품이다. 에그 컵을 모으는 것을 포실로비(pocillovy)라고 한다.

## 같이 보기
- 수란